# Stanisław Car
Stanisław Car (Varsavia, 26 aprile 1882 – Varsavia, 18 giugno 1938) è stato un politico e giurista polacco, Maresciallo del Sejm dal 4 ottobre 1935 al 18 giugno 1938.